# Santiago Casariego
Pour les articles homonymes, voir Santi.
Santiago Casariego, dit Santi, né en janvier 1961, est un batteur, ancien directeur d'Universal Music Publishing et aujourd'hui directeur de Une Musique

## Biographie
Santiago Casariego est le cousin de Manu Chao et Antoine Chao avec qui il joue à la batterie au sein du groupe Joint de culasse. Il rejouera avec Manu dans les groupes Les Flappers, Hot Pants, Parachute et The Kingsnakes avant de rejoindre la formation de la Mano.
Après son départ de la Mano Negra, Santi jouera pendant 10 ans avec le groupe Marousse, groupe dont sa petite sœur Marina est chanteuse.
En 1996, il est nommé Directeur Général d'Universal Music Publishing. Il signe alors de nombreux artistes (Modjo, Bénabar, Eddy Mitchell, Faudel, Disiz, etc.). 
Il est diplômé de l'EM Normandie et a été gestionnaire de la société Patchanka.
En 2001, il fait partie du jury de la première saison de l'émission de télé-réalité Popstars.
Depuis octobre 2006, Santi a quitté Mercury pour devenir Directeur général des éditions Une Musique chez TF1, il supervise avec ses équipes la production de l’ensemble de la musique originale du groupe (fiction française, flux, animation, habillages …) ainsi que le développement en France et à l’international de la librairie musicale Kaptainmusic.com créée en 2013. 

## Anecdote
Le groupe Tryo fait une référence à Santi sur l'album Grain de sable, dans la chanson Ta réalité :
« [...] Tu peux choisir la musique
Avoir un père directeur artistique
Connaître Santi et ses indics
Qui feront de toi une star académique [...] »